# Tribuna Poporului
Tribuna Poporului a fost un ziar al românilor din Arad. Primul număr a apărut miercuri, 1/13 ianuarie 1897 și a fost tipărit la tipografia Minerva din Orăștie. La înființare proprietar editor a fost Aurel Popovici Barcianu, iar redactor responsabil a fost Ioan Russu-Șirianu. 
Ziarul este tipărit în tipografia proprie din Arad, începând cu numărul 4, apărut la 9/21 ianuarie 1897. 
„ÎN ARAD - (*) „Tribuna Poporului” apare azi în propria tipografie. Însemnătatea acestui fapt se va putea judeca numai dacă cititorii își vor aminti următoarele: înainte cu doué-zeci - și șeapte de ani în Arad era o singura foaie politică, dar și aceia germană, „Arader Zeitung”; azi ziarul german și cititorii sëi au dispărut însă în oceanul maghiarisării, ear Ungurii au trei foi cotidiene și una séptëmânală. 

Ar fi fost deci o rușine și un semn că dăm îngrijitor de tare îndărăt, dacă noi Românii, în mijlocul cărora Ungurii din Arad sunt numai o picătură, n'am fi fost în stare să întemeiem un ziar politic, care, pe lângă interesele generale românești, să apere și interesele locale a celor peste jumătate milion Romani din eparchia Aradului.”
În anul 1904, ziarul își schimbă denumirea în Tribuna, iar ziarul care apăruse până atunci în patru pagini, se extinde la un număr mai mare de pagini. Schimbarea denumirii a fost anunțată în Tribuna Poporului, anul VII, nr. 236, apărut miercuri 24 decembrie 1903/6 ianuarie 1904.
În anul 1904, în perioda ianuarie - mai, Ioan Russu-Șirianu, este atât editor, cât și redactor responsabil. 
În mai 1904 George Nichin devine proprietar al ziarului.
În anul 1905 redactor responsabil al ziarului a fost Sever Bocu, după alegerea lui Ioan Russu-Șirianu în Parlamentul Ungariei.
Printre colaboratorii ziarului s-au numărat: Vasile Goldiș, Ioan Slavici, Vasile Lucaciu, Nicolae Iorga, Ștefan Octavian Iosif, Octavian Goga, Carmen Sylva etc
Ziarul își încetează apariția la sfârșitul lui februarie 1912, iar în ultimul număr al ziarului se anunță încetarea apariției și fuziunea cu ziarul Românul:
„Cu numărul de astăzi, după cum se poate ceti și în actele publicate pe paginile următoare, ziarul nostru încetează să mai apară independent, el fuzionează cu organul autorizat al partidului nostru național. Aducând la cunoștința cetitorilor noștri această știre, le mulțumim din inimă pentru puternicul sprijin ce ni-l'au dat vreme de șasesprezece ani de zile, așa cum am fost noi: adeseori „răsvrăfîți”, dar totdeauna ostași fără de prihană ai steagului nostru național. Cetitorii noștri nu ne vor uita.”